# Едвард Перрі Сміт
Перрі Едвард Сміт (англ. Perry Edward Smith; 27 жовтня 1928 — 14 квітня 1965) — американський серійний убивця, засуджений до смертної кари за вбивство сім'ї з чотирьох осіб, вчинене зі спільником Річардом Хікоком. Став відомим завдяки довгому спілкуванню з Труменом Капоте, результатом чого стала книга останнього «З холодним серцем».

## Життєпис
Едвард Перрі Сміт народився 27 жовтня 1928 року в місті Гантінгтон, штат Невада. Батько Сміта був ірландського походження, а мати — черокі. У 1929 році сім'я Сміт переїхала в Джуно, на Аляску. Батько жорстоко поводився з Перрі і з іншими дітьми. Коли Перрі було 13 років, його мати померла, і його з братами і сестрами відправили в католицький дитячий будинок, а через деякий час в дитячий будинок армії порятунку. Подорослішавши, Перрі возз'єднався з батьком, який дожив до 92 років і наклав на себе руки. У 16 років Сміт пішов в армію. Він брав участь в Корейській війні. Кілька разів його відправляли на гауптвахту. Проте Сміт отримав почесний розряд в 1952 році.
Через деякий час після демобілізації Сміт потрапив в аварію на мотоциклі. Він мало не загинув і кілька місяців пролежав у лікарні. Через травми ніг він став інвалідом і страждав від хронічного болю в травмованих кінцівках. Щоб контролювати свій біль, він вживав велику кількість аспірину.

## Вбивство сім'ї Клаттерів
Перрі Сміт зустрів Річарда Хикока у в'язниці штату Канзас, в Лансінгі. Вони продовжили свої відносини після звільнення Хикока в листопаді 1959 року. Хікок і Сміт вирішили пограбувати багату сім'ю Клаттерів: вони порахували, що в їхньому будинку є сейф з 10 тисячами доларів. Коли 15 листопада 1959 року вони вночі увірвалися в будинок, то нічого не знайшли. В результаті, майже нічого не взявши, вони вбили батька сімейства, його дружину, сина і дочку.

### Арешт і ув'язнення
30 грудня 1959 року Сміт з Хікок були заарештовані в Лас-Вегасі. Сміт зізнався, що перерізав горло Герберта Клаттера. Хікок зізнався у вбивстві сина Клаттерів. Залишилося спірним: хто ж убив жінок, мати і дочку Клаттерів. В їх вбивстві підозрювали в рівній мірі і Хикока і Сміта. Вироком суду присяжних стала страта.
Незважаючи на те, що Сміт закінчив лише початкову школу, в камері смертників він проявляв себе, як дуже освічена людина. Він багато читав літературу, цікавився мистецтвом, писав вірші і малював картини для інших ув'язнених з фотографій членів їх сімей.

## Знайомство з Капоте
Трумен Капоте зацікавився історією з убивством Клаттерів. Він приходив у камеру Сміта і брав у нього інтерв'ю. Вони сильно подружилися. Ходили чутки про те, що Трумен закохався в Сміта. Проте, ні в одному з листів або книг Труман жодного разу не дає найменшого натяку на те, що між Смітом і ним було щось більше. Навпаки, його роботи яскраво показують, що їхні стосунки були суто платонічними. Результатом їхнього спілкування стала книга Капоте «З холодним серцем», що стала бестселером на довгі роки.

## Страта
Перрі Сміт і Дік Хікок тричі уникали призначеної дати страти: 25 жовтня 1962 року, 8 серпня 1963 і 18 лютого 1965. У тому 1965 Верховний суд США постановив, що їх життя повинні перерватися між північчю і двома годинами ранку в середу 14 квітня 1965 року. Обидва злочинця були повішені 14 квітня 1965 на задньому дворі в'язниці, де вони містилися. Злочинці збиралися тягнути соломинку, щоб дізнатися, кому йти першим, але Сміт запропонував діяти в алфавітному порядку. Так і вирішили. Останні слова Сміта були: «Я думаю, хреново закінчувати життя так, як я. Я не вважаю, що смертна кара виправдана, морально і юридично. Можливо, я міг би якось спокутувати. Було б безглуздо приносити вибачення за те, що я зробив. І навіть неприпустимо. Але я все ж приношу свої вибачення». Сміт був повішений 14 квітня 1965 на задньому дворі в'язниці в 1:19. На прохання Сміта, Трумен Капоте був присутній на страті.

## У масовій культурі
- Трумен Капоте в своїй книзі «З холодним серцем» описав злочин Сміта і Діка Хікока.
- У фільмі «Холоднокровне вбивство» (1967) персонажа Сміта зіграв Роберт Блейк.
- У фільмі «Капоте» (2005) персонажа Сміта зіграв Кліфтон Коллінз-молодший.
- У фільмі «Погана слава» (2006) персонажа Сміта зіграв Деніел Крейг.